# Drake Batherson
Drake Batherson (* 27. April 1998 in Fort Wayne, Indiana) ist ein US-amerikanisch-kanadischer Eishockeyspieler, der seit Oktober 2017 bei den Ottawa Senators in der National Hockey League unter Vertrag steht und dort auf der Position des rechten Flügelstürmers spielt. Sein Vater Norm Batherson und sein Onkel Dennis Vial waren ebenfalls professionelle Eishockeyspieler.

## Karriere

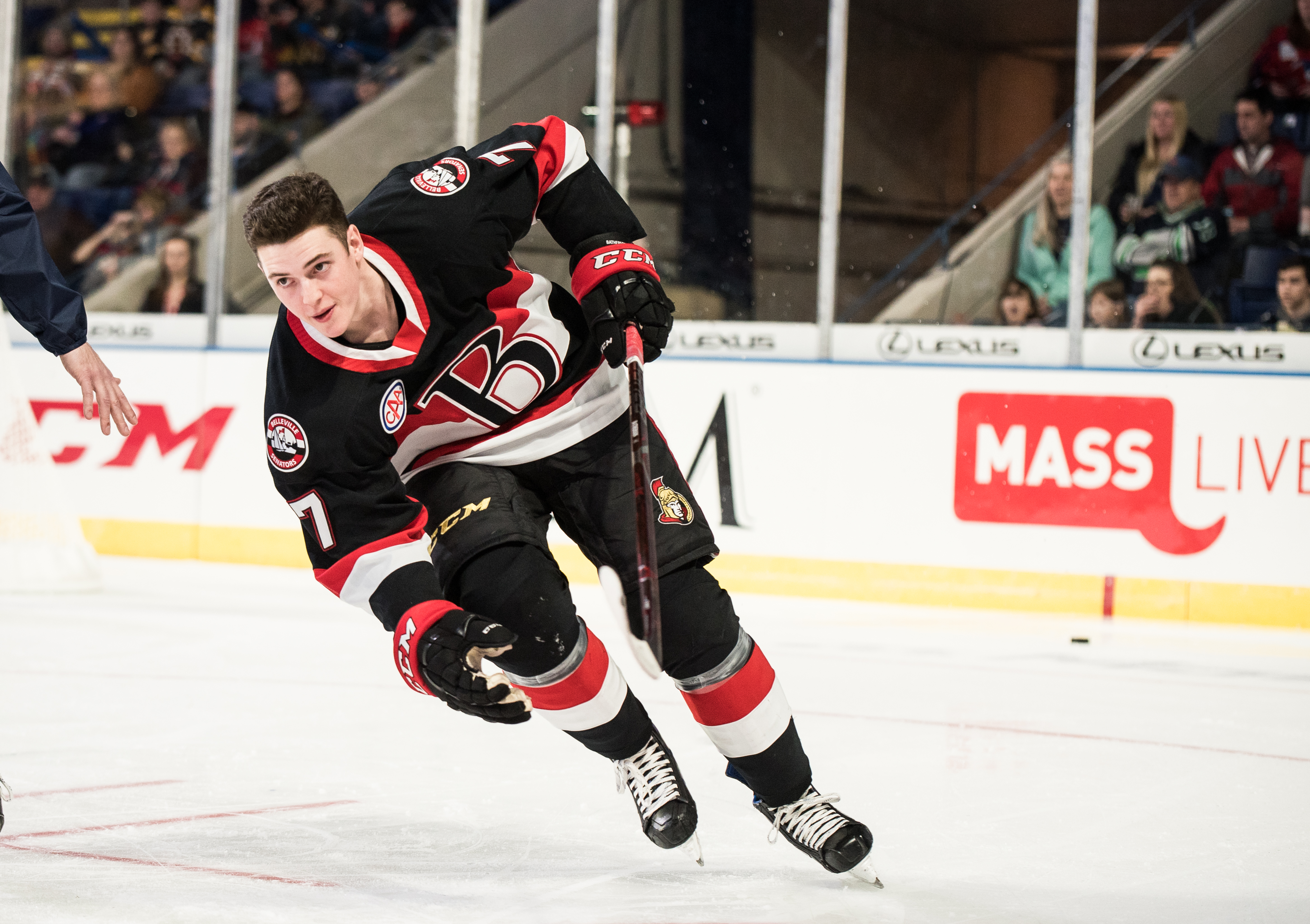
Batherson im Trikot der Belleville Senators (2019)

Drake Batherson wurde in Fort Wayne geboren, als sein Vater Norm dort für die Komets aktiv war. Anschließend folgte er dessen Karrierepfad nach Deutschland, wo er mehrere Jahre aufwuchs, bis sich die Familie schließlich in der Region des Annapolis Valley in der kanadischen Provinz Nova Scotia niederließ. Dort lief er in seiner Jugend unter anderem für die Valley Wildcats auf, bevor er während der Saison 2015/16 zu den Cape Breton Screaming Eagles in die Ligue de hockey junior majeur du Québec (LHJMQ) wechselte, die ranghöchste Juniorenliga der Region. In seiner ersten kompletten Spielzeit verzeichnete der Flügelstürmer 58 Scorerpunkte in 61 Spielen und wurde anschließend im NHL Entry Draft 2017 an 121. Position von den Ottawa Senators ausgewählt. Vorerst kehrte er jedoch für ein weiteres Jahr in die LHJMQ zurück, wobei er jedoch im Januar 2018 innerhalb der Liga an die Armada de Blainville-Boisbriand abgegeben wurde. Mit der Mannschaft erreichte der Angreifer das Endspiel der Playoffs um die Coupe du Président, unterlag dort allerdings den Titan d’Acadie-Bathurst, obwohl er selbst die Scorerliste der post-season anführte (33).
Nachdem Batherson bereits im Oktober 2017 mit einem Einstiegsvertrag von den Senators ausgestattet wurde, wechselte er zur Saison 2018/19 in deren Organisation. Vorerst kam er erwartungsgemäß beim Farmteam zum Einsatz, den Belleville Senators aus der American Hockey League (AHL), bevor er im November 2018 in der National Hockey League (NHL) debütierte. Fortan pendelte er regelmäßig zwischen NHL und AHL, wobei seine Leistungen in Belleville zu einer Einladung zum AHL All-Star Classic führten, bei dem er als MVP ausgezeichnet wurde. Zur Saison 2020/21 etablierte er sich schließlich im NHL-Aufgebot Ottawas und unterzeichnete im September 2021 einen neuen Sechsjahresvertrag bei den Senators, der ihm ein durchschnittliches Jahresgehalt von knapp fünf Millionen US-Dollar einbringen soll.

### International
Batherson, der sowohl die kanadische als auch die US-amerikanische Staatsbürgerschaft besitzt, läuft international für Kanada auf. Mit der U20-Nationalmannschaft der Ahornblätter bestritt er bei der U20-Weltmeisterschaft 2018 sein erstes großes Turnier, führte das Team mit sieben erzielten Treffern an und gewann mit ihm in der Folge die Goldmedaille. Im Rahmen der Weltmeisterschaft 2022 gab Batherson sein Debüt für die kanadische A-Nationalmannschaft und gewann dort mit dem Team die Silbermedaille.

## Erfolge und Auszeichnungen
| - 2019 Teilnahme am AHL All-Star Classic - 2019 AHL All-Star Classic MVP - 2019 AHL All-Rookie Team | - 2020 AHL Second All-Star Team - 2022 Teilnahme am NHL All-Star Game (verletzungsbedingte Absage) |

### International
- 2018 Goldmedaille bei der U20-Weltmeisterschaft
- 2022 Silbermedaille bei der Weltmeisterschaft

## Karrierestatistik
Stand: Ende der Saison 2024/25

### International
Vertrat Kanada bei:
- U20-Weltmeisterschaft 2018
- Weltmeisterschaft 2022

(Legende zur Spielerstatistik: Sp oder GP = absolvierte Spiele; T oder G = erzielte Tore; V oder A = erzielte Assists; Pkt oder Pts = erzielte Scorerpunkte; SM oder PIM = erhaltene Strafminuten; +/− = Plus/Minus-Bilanz; PP = erzielte Überzahltore; SH = erzielte Unterzahltore; GW = erzielte Siegtore; 1 Play-downs/Relegation; Kursiv: Statistik nicht vollständig)

## Familie
Sein Vater Norm Batherson war ebenfalls professioneller Eishockeyspieler, der in nordamerikanischen Minor Leagues sowie von 1998 bis 2006 in Deutschland aktiv war. Sein Onkel Dennis Vial schaffte gar den Sprung in die NHL und lief dort unter anderem auch für die Ottawa Senators auf.